# Les Faneurs
Les faneurs (anglais : Haymakers) est une peinture de genre réalisée par l'artiste britannique George Stubbs en 1785. Elle représente un groupe d'ouvriers agricoles occupés à la fenaison dans la campagne anglaise.

## Réalisation
La peinture est réalisée en 1785 par George Stubbs, en même temps qu'une peinture qui la complète, Reapers. En français, son titre a été traduit par « Les faneurs », l'autre peinture s'intitulant « Les Moissonneurs ».
Il s'agit d'un type d’œuvre rare parmi les créations de Stubbs, qui s'est plutôt spécialisé dans les peintures d'animaux. Stubbs a déjà exploré ce sujet en 1783, mais avec une composition moins aboutie. Ces peintures ont été déclinées en gravures en 1791, puis de nouvelles versions des Faneurs et des Moissonneurs ont été peintes en 1794 et 1795, dans un format ovale.

## Description
Les Faneurs est considéré comme « l'un des chefs d’œuvre de la peinture britannique ». 
Elle montre un groupe de faneurs, dont au premier plan une femme debout avec la main sur sa hanche, devant une charrette chargée de foin. Deux chevaux de trait sont représentés devant la vue sur des champs anglais.
Les vêtements de ces travailleurs agricoles sont dépeints comme propres, sans traces de déchirures.

Détails du tableau
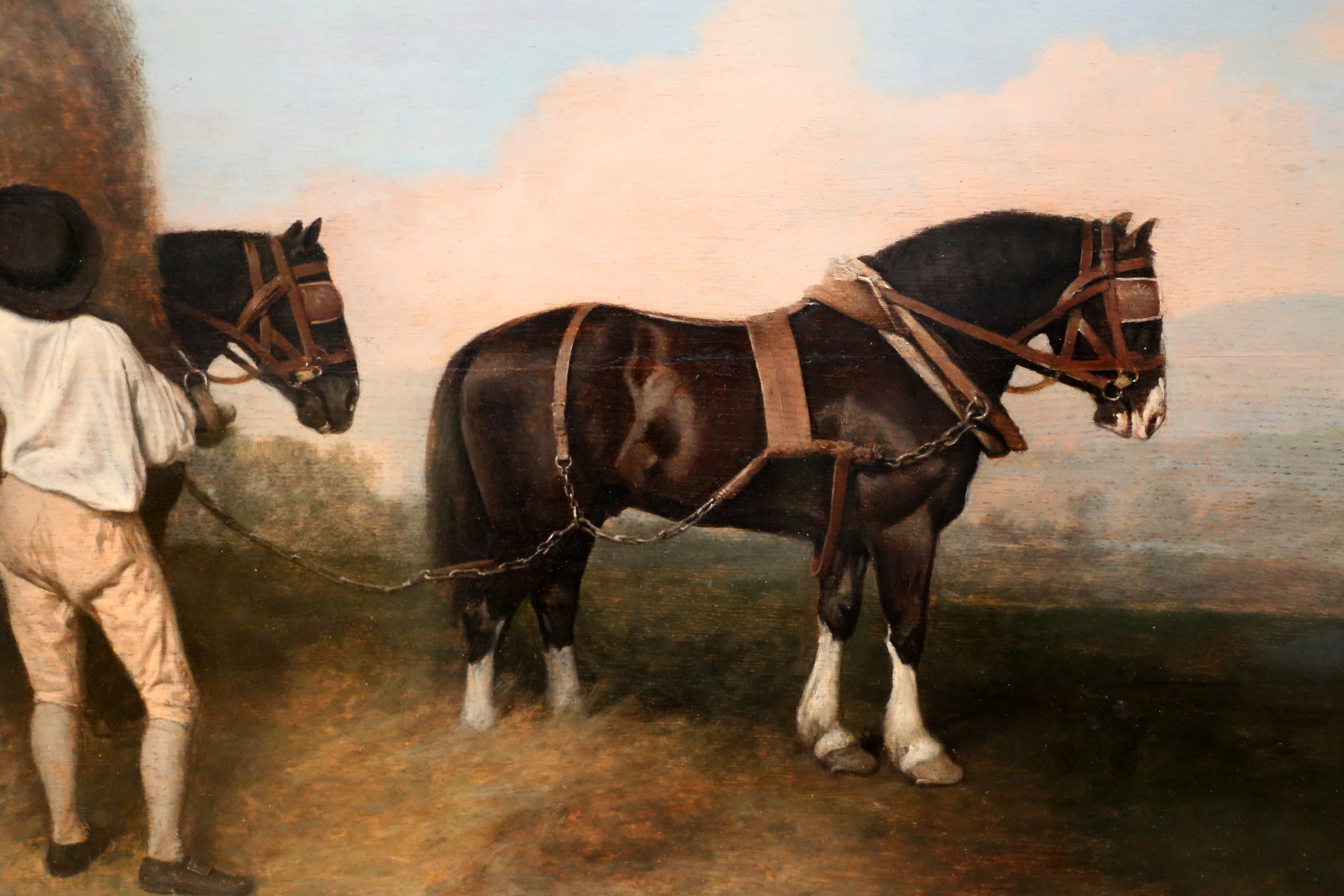
Deux chevaux noirs attelés
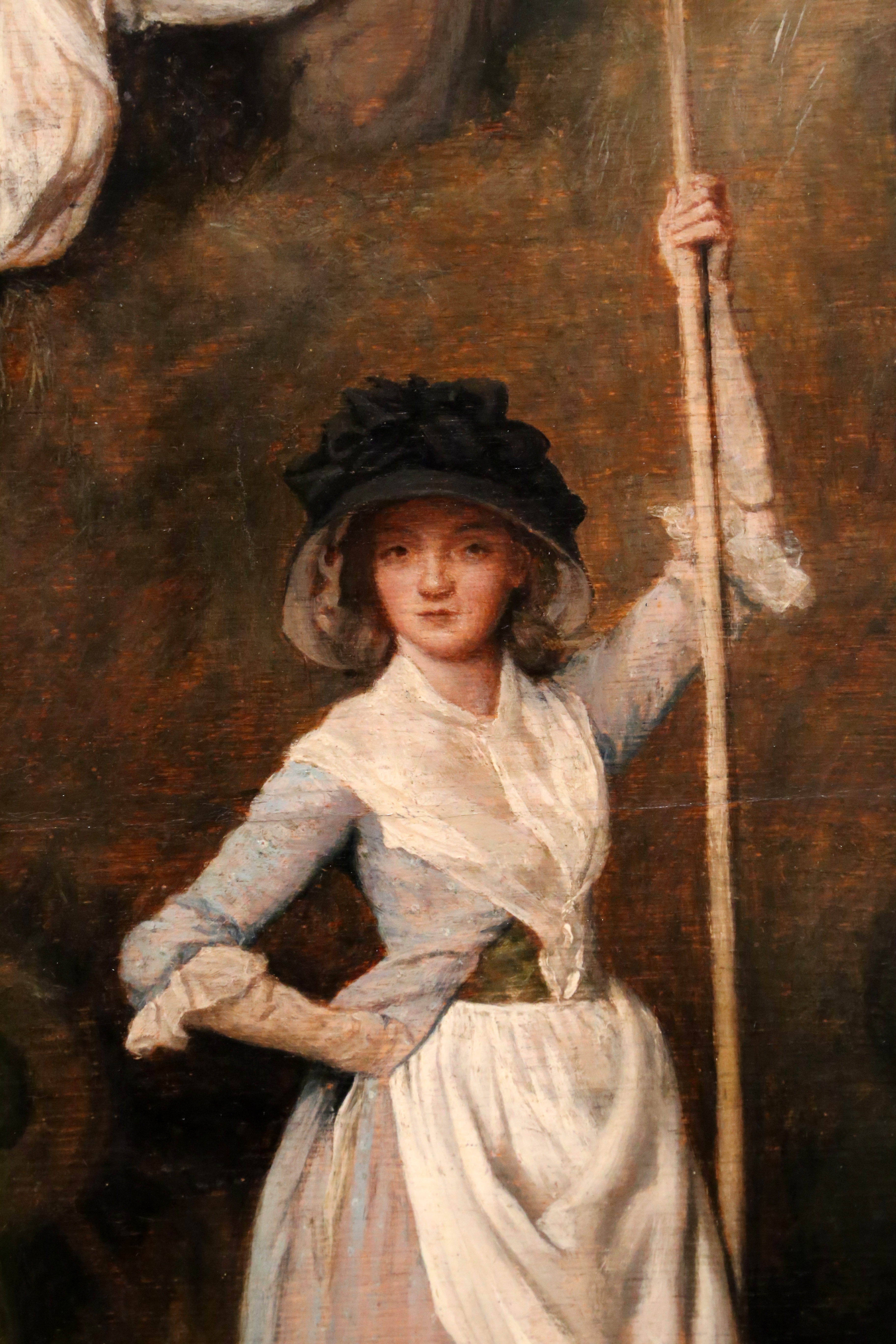
Travailleuse agricole
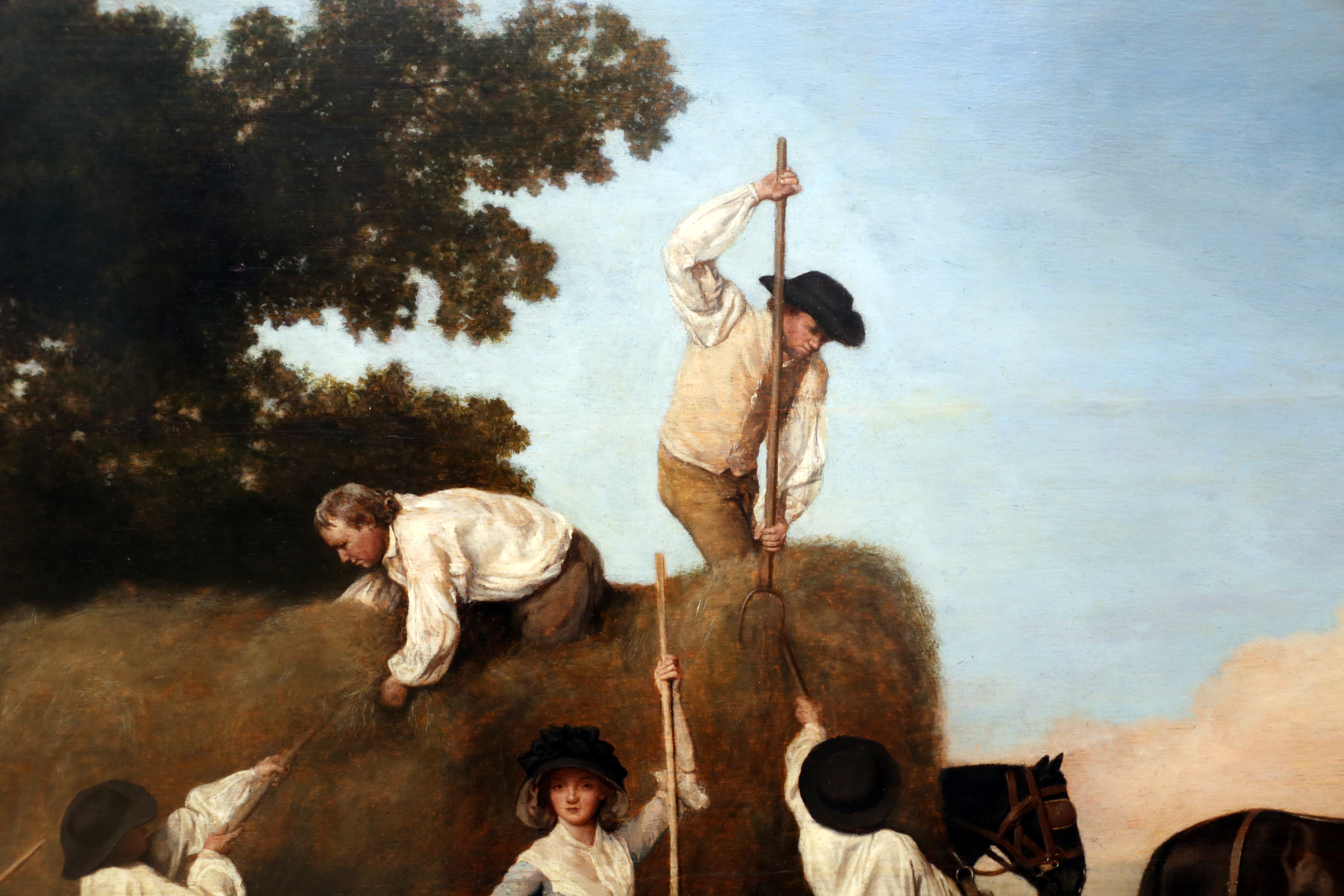
Travailleurs agricole sur la charrette de foin

Contrairement à de nombreuses autres peintures d'agriculteurs, dans cette œuvre, d'après le critique d'art britannique Jonathan Jones, Stubbs « ne domine pas » ses sujets de peinture, il les célèbre.

## Historique
Les deux tableaux sont exposés à l'exposition d'été de la Royal Academy of Art en 1786 à la Somerset House, première exposition de ce type de tableaux depuis 1782. Les Faneurs fait désormais partie de la collection de la Tate Britain à Londres, après avoir été acquis en 1977.